# Filips van Orléans (1869-1926)
Louis Philippe Robert van Orléans (York House, Twickenham, 6 februari 1869 - Palermo, 28 maart 1926), hertog van Orléans, was van 1894 tot 1926 als Filips VIII orleanistisch en legitimistisch pretendent naar de troon van Frankrijk.
Philippe was de oudste zoon van Philippe (VII), graaf van Parijs (1838-1894) en van Marie Isabelle van Orléans (1848-1919), dochter van Anton, hertog van Montpensier. Hij werd geboren in Engeland en keerde in 1871 met zijn ouders terug naar Frankrijk. In 1886 werd zijn vader, sinds de dood van Henri, graaf van Chambord in 1883 niet alleen Orleanistisch maar ook Legitimistisch pretendent, vanwege zijn populariteit het land uitgezet. Philippe trad in Britse krijgsdienst en diende in 1888-1889 in India. In 1890 bezocht hij Parijs om dienst te nemen in het Franse leger. Hij werd gearresteerd en veroordeeld tot 2 jaar cel, maar president Marie François Sadi Carnot liet hem na enkele maanden vrij en zette hem uit naar Zwitserland.
Philippe werd na de dood van zijn vader in 1894 pretendent. Hij verhuisde hierop naar Brussel, dat dichter bij Frankrijk lag dan Engeland. Hier kwam hij vaker in contact met zijn achternicht Henriëtte, het nichtje van koning Leopold II. Ze wilden met elkaar trouwen, maar Leopold stelde zijn veto om geen aanvaring te krijgen met de Franse Republiek. Twee jaar later wilde Henriëtte dan trouwen met een andere achterneef van haar, Emanuel van Orléans. Omdat hij geen controversieel persoon was zoals Filips gaf Leopold II hier wel toestemming voor, maar ook Philippe moest als hoofd van het huis Orléans toestemming geven en deed dat aangezien hij dat jaar zelf trouwde met Maria Dorothea Amalia van Oostenrijk (1867-1932), een dochter van aartshertog Jozef. Het huwelijk bleef kinderloos. 
In de Eerste Wereldoorlog probeerde hij wederom vergeefs dienst te nemen in het leger van Frankrijk of een geallieerd land. In 1905, 1907 en 1919 bereisde hij het noordpoolgebied en in 1922-1923 Brits-Oost-Afrika. 
Hij stierf in 1926 in zijn paleis in Palermo: het Palazzo d'Orléans. 
Zijn opvolger was zijn neef Jean van Orléans, hertog van Guise, de zoon van zijn oom Robert van Bourbon-Orléans.

## Kwartierstaat
| Lodewijk Filips I van Frankrijk (1773-1850) | Lodewijk Filips I van Frankrijk (1773-1850) | Lodewijk Filips I van Frankrijk (1773-1850) | Lodewijk Filips I van Frankrijk (1773-1850) | Lodewijk Filips I van Frankrijk (1773-1850) | Lodewijk Filips I van Frankrijk (1773-1850) | Marie Amélie van Bourbon-Sicilië (1782-1866) | Marie Amélie van Bourbon-Sicilië (1782-1866) | Marie Amélie van Bourbon-Sicilië (1782-1866) | Marie Amélie van Bourbon-Sicilië (1782-1866) | Marie Amélie van Bourbon-Sicilië (1782-1866) | Marie Amélie van Bourbon-Sicilië (1782-1866) |                                        |                                        | Frederik Lodewijk van Mecklenburg-Schwerin (1778-1819) | Frederik Lodewijk van Mecklenburg-Schwerin (1778-1819) | Frederik Lodewijk van Mecklenburg-Schwerin (1778-1819) | Frederik Lodewijk van Mecklenburg-Schwerin (1778-1819) | Frederik Lodewijk van Mecklenburg-Schwerin (1778-1819) | Frederik Lodewijk van Mecklenburg-Schwerin (1778-1819) | Caroline van Saksen-Weimar-Eisenach (1786-1816) | Caroline van Saksen-Weimar-Eisenach (1786-1816) | Caroline van Saksen-Weimar-Eisenach (1786-1816) | Caroline van Saksen-Weimar-Eisenach (1786-1816) | Caroline van Saksen-Weimar-Eisenach (1786-1816) | Caroline van Saksen-Weimar-Eisenach (1786-1816) |                                  |                                  | Lodewijk Filips I van Frankrijk (1773-1850) | Lodewijk Filips I van Frankrijk (1773-1850) | Lodewijk Filips I van Frankrijk (1773-1850) | Lodewijk Filips I van Frankrijk (1773-1850) | Lodewijk Filips I van Frankrijk (1773-1850) | Lodewijk Filips I van Frankrijk (1773-1850) | Marie Amélie van Bourbon-Sicilië (1782-1866) | Marie Amélie van Bourbon-Sicilië (1782-1866) | Marie Amélie van Bourbon-Sicilië (1782-1866) | Marie Amélie van Bourbon-Sicilië (1782-1866) | Marie Amélie van Bourbon-Sicilië (1782-1866) | Marie Amélie van Bourbon-Sicilië (1782-1866) |                                        |                                        | Ferdinand VII van Spanje (1784-1833)   | Ferdinand VII van Spanje (1784-1833)   | Ferdinand VII van Spanje (1784-1833)  | Ferdinand VII van Spanje (1784-1833)  | Ferdinand VII van Spanje (1784-1833)  | Ferdinand VII van Spanje (1784-1833)  | Maria Christina van Bourbon-Sicilië (1806-1878) | Maria Christina van Bourbon-Sicilië (1806-1878) | Maria Christina van Bourbon-Sicilië (1806-1878) | Maria Christina van Bourbon-Sicilië (1806-1878) | Maria Christina van Bourbon-Sicilië (1806-1878) | Maria Christina van Bourbon-Sicilië (1806-1878) |  |  |  |  |  |  |  |  |  |  |  |  |  |  |  |  |  |  |  |  |  |  |  |  |  |  |  |  |  |  |  |  |  |  |  |  |  |  |  |  |  |  |  |  |  |  |  |  |
| Lodewijk Filips I van Frankrijk (1773-1850) | Lodewijk Filips I van Frankrijk (1773-1850) | Lodewijk Filips I van Frankrijk (1773-1850) | Lodewijk Filips I van Frankrijk (1773-1850) | Lodewijk Filips I van Frankrijk (1773-1850) | Lodewijk Filips I van Frankrijk (1773-1850) | Marie Amélie van Bourbon-Sicilië (1782-1866) | Marie Amélie van Bourbon-Sicilië (1782-1866) | Marie Amélie van Bourbon-Sicilië (1782-1866) | Marie Amélie van Bourbon-Sicilië (1782-1866) | Marie Amélie van Bourbon-Sicilië (1782-1866) | Marie Amélie van Bourbon-Sicilië (1782-1866) |                                        |                                        | Frederik Lodewijk van Mecklenburg-Schwerin (1778-1819) | Frederik Lodewijk van Mecklenburg-Schwerin (1778-1819) | Frederik Lodewijk van Mecklenburg-Schwerin (1778-1819) | Frederik Lodewijk van Mecklenburg-Schwerin (1778-1819) | Frederik Lodewijk van Mecklenburg-Schwerin (1778-1819) | Frederik Lodewijk van Mecklenburg-Schwerin (1778-1819) | Caroline van Saksen-Weimar-Eisenach (1786-1816) | Caroline van Saksen-Weimar-Eisenach (1786-1816) | Caroline van Saksen-Weimar-Eisenach (1786-1816) | Caroline van Saksen-Weimar-Eisenach (1786-1816) | Caroline van Saksen-Weimar-Eisenach (1786-1816) | Caroline van Saksen-Weimar-Eisenach (1786-1816) |                                  |                                  | Lodewijk Filips I van Frankrijk (1773-1850) | Lodewijk Filips I van Frankrijk (1773-1850) | Lodewijk Filips I van Frankrijk (1773-1850) | Lodewijk Filips I van Frankrijk (1773-1850) | Lodewijk Filips I van Frankrijk (1773-1850) | Lodewijk Filips I van Frankrijk (1773-1850) | Marie Amélie van Bourbon-Sicilië (1782-1866) | Marie Amélie van Bourbon-Sicilië (1782-1866) | Marie Amélie van Bourbon-Sicilië (1782-1866) | Marie Amélie van Bourbon-Sicilië (1782-1866) | Marie Amélie van Bourbon-Sicilië (1782-1866) | Marie Amélie van Bourbon-Sicilië (1782-1866) |                                        |                                        | Ferdinand VII van Spanje (1784-1833)   | Ferdinand VII van Spanje (1784-1833)   | Ferdinand VII van Spanje (1784-1833)  | Ferdinand VII van Spanje (1784-1833)  | Ferdinand VII van Spanje (1784-1833)  | Ferdinand VII van Spanje (1784-1833)  | Maria Christina van Bourbon-Sicilië (1806-1878) | Maria Christina van Bourbon-Sicilië (1806-1878) | Maria Christina van Bourbon-Sicilië (1806-1878) | Maria Christina van Bourbon-Sicilië (1806-1878) | Maria Christina van Bourbon-Sicilië (1806-1878) | Maria Christina van Bourbon-Sicilië (1806-1878) |  |  |  |  |  |  |  |  |  |  |  |  |  |  |  |  |  |  |  |  |  |  |  |  |  |  |  |  |  |  |  |  |  |  |  |  |  |  |  |  |  |  |  |  |  |  |  |  |
|                                             |                                             |                                             |                                             |                                             |                                             |                                              |                                              |                                              |                                              |                                              |                                              |                                        |                                        |                                                        |                                                        |                                                        |                                                        |                                                        |                                                        |                                                 |                                                 |                                                 |                                                 |                                                 |                                                 |                                  |                                  |                                             |                                             |                                             |                                             |                                             |                                             |                                              |                                              |                                              |                                              |                                              |                                              |                                        |                                        |                                        |                                        |                                       |                                       |                                       |                                       |                                                 |                                                 |                                                 |                                                 |                                                 |                                                 |  |  |  |  |  |  |  |  |  |  |  |  |  |  |  |  |  |  |  |  |  |  |  |  |  |  |  |  |  |  |  |  |  |  |  |  |  |  |  |  |  |  |  |  |  |  |  |  |
|                                             |                                             |                                             |                                             | Ferdinand Filips van Orléans (1810-1842)    | Ferdinand Filips van Orléans (1810-1842)    | Ferdinand Filips van Orléans (1810-1842)     | Ferdinand Filips van Orléans (1810-1842)     | Ferdinand Filips van Orléans (1810-1842)     | Ferdinand Filips van Orléans (1810-1842)     |                                              |                                              |                                        |                                        |                                                        |                                                        | Helena van Mecklenburg-Schwerin (1814-1858)            | Helena van Mecklenburg-Schwerin (1814-1858)            | Helena van Mecklenburg-Schwerin (1814-1858)            | Helena van Mecklenburg-Schwerin (1814-1858)            | Helena van Mecklenburg-Schwerin (1814-1858)     | Helena van Mecklenburg-Schwerin (1814-1858)     |                                                 |                                                 |                                                 |                                                 |                                  |                                  |                                             |                                             |                                             |                                             | Anton van Orléans (1824-1890)               | Anton van Orléans (1824-1890)               | Anton van Orléans (1824-1890)                | Anton van Orléans (1824-1890)                | Anton van Orléans (1824-1890)                | Anton van Orléans (1824-1890)                |                                              |                                              |                                        |                                        |                                        |                                        | Luisa Fernanda van Spanje (1832-1897) | Luisa Fernanda van Spanje (1832-1897) | Luisa Fernanda van Spanje (1832-1897) | Luisa Fernanda van Spanje (1832-1897) | Luisa Fernanda van Spanje (1832-1897)           | Luisa Fernanda van Spanje (1832-1897)           |                                                 |                                                 |                                                 |                                                 |  |  |  |  |  |  |  |  |  |  |  |  |  |  |  |  |  |  |  |  |  |  |  |  |  |  |  |  |  |  |  |  |  |  |  |  |  |  |  |  |  |  |  |  |  |  |  |  |
|                                             |                                             |                                             |                                             | Ferdinand Filips van Orléans (1810-1842)    | Ferdinand Filips van Orléans (1810-1842)    | Ferdinand Filips van Orléans (1810-1842)     | Ferdinand Filips van Orléans (1810-1842)     | Ferdinand Filips van Orléans (1810-1842)     | Ferdinand Filips van Orléans (1810-1842)     |                                              |                                              |                                        |                                        |                                                        |                                                        | Helena van Mecklenburg-Schwerin (1814-1858)            | Helena van Mecklenburg-Schwerin (1814-1858)            | Helena van Mecklenburg-Schwerin (1814-1858)            | Helena van Mecklenburg-Schwerin (1814-1858)            | Helena van Mecklenburg-Schwerin (1814-1858)     | Helena van Mecklenburg-Schwerin (1814-1858)     |                                                 |                                                 |                                                 |                                                 |                                  |                                  |                                             |                                             |                                             |                                             | Anton van Orléans (1824-1890)               | Anton van Orléans (1824-1890)               | Anton van Orléans (1824-1890)                | Anton van Orléans (1824-1890)                | Anton van Orléans (1824-1890)                | Anton van Orléans (1824-1890)                |                                              |                                              |                                        |                                        |                                        |                                        | Luisa Fernanda van Spanje (1832-1897) | Luisa Fernanda van Spanje (1832-1897) | Luisa Fernanda van Spanje (1832-1897) | Luisa Fernanda van Spanje (1832-1897) | Luisa Fernanda van Spanje (1832-1897)           | Luisa Fernanda van Spanje (1832-1897)           |                                                 |                                                 |                                                 |                                                 |  |  |  |  |  |  |  |  |  |  |  |  |  |  |  |  |  |  |  |  |  |  |  |  |  |  |  |  |  |  |  |  |  |  |  |  |  |  |  |  |  |  |  |  |  |  |  |  |
|                                             |                                             |                                             |                                             |                                             |                                             |                                              |                                              |                                              |                                              | Louis Philippe van Orléans (1838-1894)       | Louis Philippe van Orléans (1838-1894)       | Louis Philippe van Orléans (1838-1894) | Louis Philippe van Orléans (1838-1894) | Louis Philippe van Orléans (1838-1894)                 | Louis Philippe van Orléans (1838-1894)                 |                                                        |                                                        |                                                        |                                                        |                                                 |                                                 |                                                 |                                                 |                                                 |                                                 |                                  |                                  |                                             |                                             |                                             |                                             |                                             |                                             |                                              |                                              |                                              |                                              | Marie Isabelle van Orléans (1848-1919)       | Marie Isabelle van Orléans (1848-1919)       | Marie Isabelle van Orléans (1848-1919) | Marie Isabelle van Orléans (1848-1919) | Marie Isabelle van Orléans (1848-1919) | Marie Isabelle van Orléans (1848-1919) |                                       |                                       |                                       |                                       |                                                 |                                                 |                                                 |                                                 |                                                 |                                                 |  |  |  |  |  |  |  |  |  |  |  |  |  |  |  |  |  |  |  |  |  |  |  |  |  |  |  |  |  |  |  |  |  |  |  |  |  |  |  |  |  |  |  |  |  |  |  |  |
|                                             |                                             |                                             |                                             |                                             |                                             |                                              |                                              |                                              |                                              | Louis Philippe van Orléans (1838-1894)       | Louis Philippe van Orléans (1838-1894)       | Louis Philippe van Orléans (1838-1894) | Louis Philippe van Orléans (1838-1894) | Louis Philippe van Orléans (1838-1894)                 | Louis Philippe van Orléans (1838-1894)                 |                                                        |                                                        |                                                        |                                                        |                                                 |                                                 |                                                 |                                                 |                                                 |                                                 |                                  |                                  |                                             |                                             |                                             |                                             |                                             |                                             |                                              |                                              |                                              |                                              | Marie Isabelle van Orléans (1848-1919)       | Marie Isabelle van Orléans (1848-1919)       | Marie Isabelle van Orléans (1848-1919) | Marie Isabelle van Orléans (1848-1919) | Marie Isabelle van Orléans (1848-1919) | Marie Isabelle van Orléans (1848-1919) |                                       |                                       |                                       |                                       |                                                 |                                                 |                                                 |                                                 |                                                 |                                                 |  |  |  |  |  |  |  |  |  |  |  |  |  |  |  |  |  |  |  |  |  |  |  |  |  |  |  |  |  |  |  |  |  |  |  |  |  |  |  |  |  |  |  |  |  |  |  |  |
|                                             |                                             |                                             |                                             |                                             |                                             |                                              |                                              |                                              |                                              |                                              |                                              |                                        |                                        |                                                        |                                                        |                                                        |                                                        |                                                        |                                                        |                                                 |                                                 |                                                 |                                                 |                                                 |                                                 |                                  |                                  |                                             |                                             |                                             |                                             |                                             |                                             |                                              |                                              |                                              |                                              |                                              |                                              |                                        |                                        |                                        |                                        |                                       |                                       |                                       |                                       |                                                 |                                                 |                                                 |                                                 |                                                 |                                                 |  |  |  |  |  |  |  |  |  |  |  |  |  |  |  |  |  |  |  |  |  |  |  |  |  |  |  |  |  |  |  |  |  |  |  |  |  |  |  |  |  |  |  |  |  |  |  |  |
|                                             |                                             |                                             |                                             |                                             |                                             |                                              |                                              |                                              |                                              |                                              |                                              |                                        |                                        |                                                        |                                                        |                                                        |                                                        |                                                        |                                                        |                                                 |                                                 |                                                 |                                                 |                                                 |                                                 |                                  |                                  |                                             |                                             |                                             |                                             |                                             |                                             |                                              |                                              |                                              |                                              |                                              |                                              |                                        |                                        |                                        |                                        |                                       |                                       |                                       |                                       |                                                 |                                                 |                                                 |                                                 |                                                 |                                                 |  |  |  |  |  |  |  |  |  |  |  |  |  |  |  |  |  |  |  |  |  |  |  |  |  |  |  |  |  |  |  |  |  |  |  |  |  |  |  |  |  |  |  |  |  |  |  |  |
| Marie Amélie van Orléans (1865-1951)        | Marie Amélie van Orléans (1865-1951)        | Marie Amélie van Orléans (1865-1951)        | Marie Amélie van Orléans (1865-1951)        | Marie Amélie van Orléans (1865-1951)        | Marie Amélie van Orléans (1865-1951)        |                                              |                                              | Filips van Orléans (1869-1926)               | Filips van Orléans (1869-1926)               | Filips van Orléans (1869-1926)               | Filips van Orléans (1869-1926)               | Filips van Orléans (1869-1926)         | Filips van Orléans (1869-1926)         |                                                        |                                                        | Hélène van Orléans (1871-1951)                         | Hélène van Orléans (1871-1951)                         | Hélène van Orléans (1871-1951)                         | Hélène van Orléans (1871-1951)                         | Hélène van Orléans (1871-1951)                  | Hélène van Orléans (1871-1951)                  |                                                 |                                                 | Isabelle van Orléans (1878-1961)                | Isabelle van Orléans (1878-1961)                | Isabelle van Orléans (1878-1961) | Isabelle van Orléans (1878-1961) | Isabelle van Orléans (1878-1961)            | Isabelle van Orléans (1878-1961)            |                                             |                                             | Louise van Orléans (1882-1958)              | Louise van Orléans (1882-1958)              | Louise van Orléans (1882-1958)               | Louise van Orléans (1882-1958)               | Louise van Orléans (1882-1958)               | Louise van Orléans (1882-1958)               |                                              |                                              | Ferdinand van Orléans (1884-1924)      | Ferdinand van Orléans (1884-1924)      | Ferdinand van Orléans (1884-1924)      | Ferdinand van Orléans (1884-1924)      | Ferdinand van Orléans (1884-1924)     | Ferdinand van Orléans (1884-1924)     |                                       |                                       | ... + 2 jong overleden broers                   | ... + 2 jong overleden broers                   | ... + 2 jong overleden broers                   | ... + 2 jong overleden broers                   | ... + 2 jong overleden broers                   | ... + 2 jong overleden broers                   |  |  |  |  |  |  |  |  |  |  |  |  |  |  |  |  |  |  |  |  |  |  |  |  |  |  |  |  |  |  |  |  |  |  |  |  |  |  |  |  |  |  |  |  |  |  |  |  |